# Liste der Monuments historiques in Auvers-sur-Oise
Die Liste der Monuments historiques in Auvers-sur-Oise führt die Monuments historiques in der französischen Gemeinde Auvers-sur-Oise auf.

## Liste der Bauwerke
| Bezeichnung                            | Beschreibung | Standort                              | Kennzeichnung | Schutzstatus | Datum | Bild           |
| -------------------------------------- | ------------ | ------------------------------------- | ------------- | ------------ | ----- | -------------- |
| Auberge Ravoux                         |              | 52, rue du Général-de-Gaulle (Lage)   | PA00079990    | Classé       | 1984  | weitere Bilder |
| Castel Val                             |              | 4, rue des Meulières (Lage)           | PA95000015    | Inscrit      | 2006  | weitere Bilder |
| Kapelle St-Nicolas du Valhermeil       |              | Chaponval Rue Simone-Le-Danois (Lage) | PA00079991    | Inscrit      | 1948  | weitere Bilder |
| Schloss                                |              | (Lage)                                | PA00079992    | Inscrit      | 1988  | weitere Bilder |
| Kirche Notre-Dame-de-l’Assomption      |              | (Lage)                                | PA00079993    | Classé       | 1915  | weitere Bilder |
| Ancienne porte de la ferme de Montmaur |              | 4–8, rue de la Sansonne (Lage)        | PA00079994    | Inscrit      | 1926  | weitere Bilder |
| Maison du Docteur Gachet               |              | (Lage)                                | PA00080245    | Inscrit      | 1991  | weitere Bilder |
| Maison-atelier de Daubigny             |              | 61, rue Daubigny (Lage)               | PA00080244    | Classé       | 1993  | weitere Bilder |
| Portal                                 |              | (Lage)                                | PA00079995    | Inscrit      | 1926  | weitere Bilder |

## Liste der Objekte

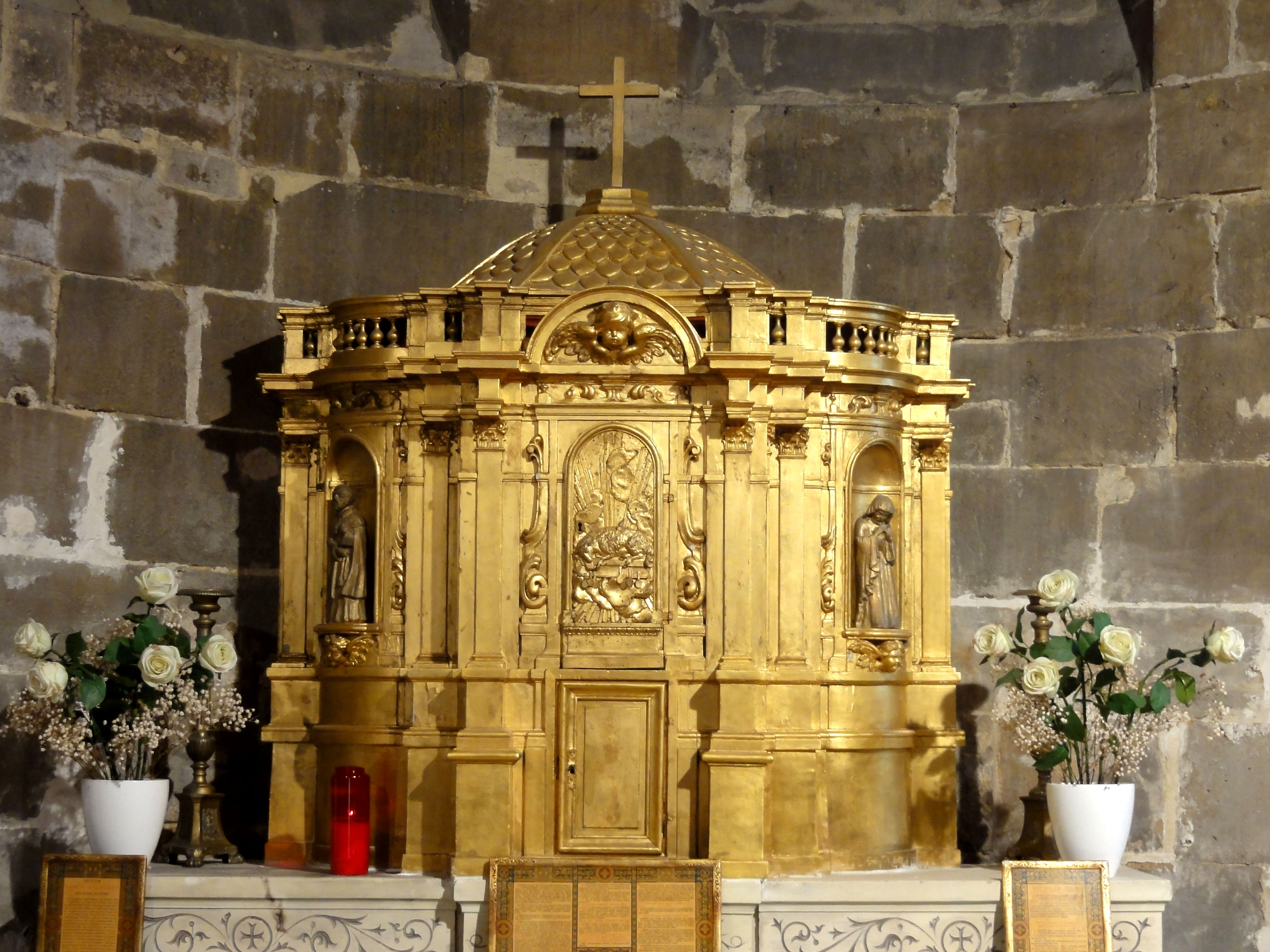
Tabernakel (16. Jahrhundert) in der Kirche Notre-Dame-de-l’Assomption

- Monuments historiques (Objekte) in Auvers-sur-Oise in der Base Palissy des französischen Kultusministeriums